# Otto Magnus von Stackelberg
Otto Magnus von Stackelberg (ros. Отто Магнус фон Штакельберг, ur. 1736, zm. 7 listopada 1800 w Dreźnie) – dyplomata rosyjski, poseł w Madrycie (1767–1771), w latach (1772–1790) rosyjski poseł nadzwyczajny i minister pełnomocny w Rzeczypospolitej w latach 1772–1775, ambasador rosyjski w Rzeczypospolitej w 1775 roku.
W czasie pełnienia służby w Rzeczypospolitej kierował pracami Rady Nieustającej, organu rządowego utworzonego wg jego projektu na wzór szwedzkiej Rady Państwa. Jego synem był dyplomata Gustav von Stackelberg (1776–1850).

## Przedstawiciel dyplomatyczny w Polsce 1772-1790
Przeprowadził ratyfikację I rozbioru Polski na Sejmie Rozbiorowym 1773-1775. W 1773 został kawalerem Orderu Świętego Stanisława. Po narzuceniu I Rzeczypospolitej gwarancji ustrojowych w 1775 roku, Stackelberg stał się faktycznym współrządcą państwa. Wszystkie decyzje króla Stanisława Augusta Poniatowskiego były uprzednio z nim konsultowane i przez niego zatwierdzane. Dyplomata rosyjski miał przemożny wpływ na rozdawanie urzędów, od jego decyzji zależało m.in. nadanie orderów Orła Białego i Świętego Stanisława.
Odwołany za nieskuteczne przeciwdziałanie reformom Sejmu Czteroletniego, zakończył swoją karierę jako poseł w Szwecji (1791-1793).
W 1780, działając w porozumieniu z nuncjuszem apostolskim Janem Andrzejem Archettim, doprowadził do przekupienia posłów i odrzucenia projektu kodyfikacji prawa, zawartego w Kodeksie Zamoyskiego.
Od 1783 należał do polskiej loży masońskiej Bouclier du Nord.
W 1773 król Stanisław August Poniatowski nadał mu Order Orła Białego.

## 1791-1793 ambasador w Szwecji
W roku 1792 Stackelberg i ambasador Hiszpanii w Sztokholmie Ignacio Maria del Corral y Aguirre zaproponowali, by rozmowy w sprawie utworzenia koalicji przeciw rewolucjonistom francuskim, przenieść do szwedzkiej stolicy, ponieważ „mózgiem” całego projektu był król Szwecji Gustaw III.